# Beaunay
Pour les articles ayant des titres homophones, voir Bonet, Bonnay et Bonnet.
Beaunay est une commune française, située dans le département de la Marne en région Grand Est. 

## Géographie

### Localisation
Beaunay se trouve à l'ouest du département de la Marne, en région Grand Est. La commune appartient à la région agricole de la Brie champenoise.
La commune de Beaunay s'étend sur une superficie de 353 hectares. Le village se trouve au nord de la commune, sur des coteaux du vignoble de Champagne. Sur son territoire, l'altitude varie de 156 à 244 mètres. L'altitude est plus élevée au nord du village, sur la Côte d'Île-de-France.
Par la route, Beaunay se situe à 39 km de Châlons-en-Champagne, préfecture, à 26 km d'Épernay, sous-préfecture, et à 31 km de Dormans, bureau centralisateur du canton de Dormans-Paysages de Champagne dont dépend Beaunay depuis 2015. La commune fait en outre partie du bassin de vie d'Épernay.
Beaunay est limitrophe de 3 communes :
|        |             |               |
| Étoges | Beaunay     | Loisy-en-Brie |
|        | Vert-Toulon |               |

### Hydrographie

#### Réseau hydrographique
La commune est dans la région hydrographique « la Seine de sa source au confluent de l'Oise (exclu) » au sein du bassin Seine-Normandie. Elle est drainée par le ruisseau de Cubersault,.

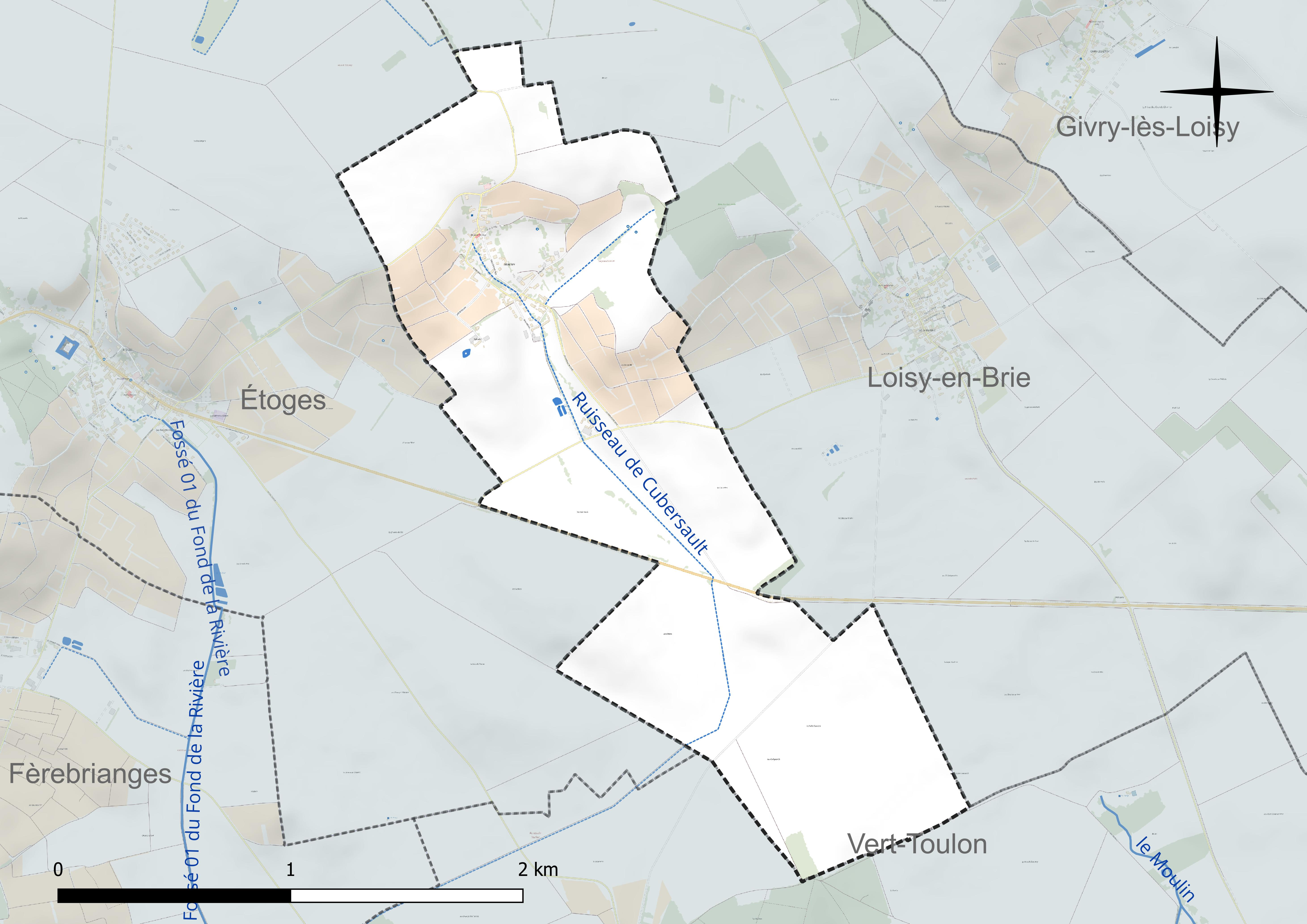
Réseau hydrographique de Beaunay.

#### Gestion et qualité des eaux
Le territoire communal est couvert par le schéma d'aménagement et de gestion des eaux (SAGE) « Petit et Grand Morin ». Ce document de planification concerne le territoire des bassins versants du Petit Morin (630 km2) et du Grand Morin (1 185 km2) et se répartit sur trois départements (la Marne, l'Aisne et la Seine-et-Marne). Il a été approuvé le 21 octobre 2016. La structure porteuse de l'élaboration et de la mise en œuvre est le Syndicat mixte d'aménagement et de gestion des eaux (SMAGE) - EPAGE. 
La qualité des cours d’eau peut être consultée sur un site dédié géré par les agences de l’eau et l’Agence française pour la biodiversité. 

### Climat
Pour des articles plus généraux, voir Climat du Grand Est et Climat de la Marne.
En 2010, le climat de la commune est de type climat océanique dégradé des plaines du Centre et du Nord, selon une étude du Centre national de la recherche scientifique s'appuyant sur une série de données couvrant la période 1971-2000. En 2020, Météo-France publie une typologie des climats de la France métropolitaine dans laquelle la commune est exposée à un climat océanique altéré et est dans la région climatique  Nord-est du bassin Parisien, caractérisée par un ensoleillement médiocre, une pluviométrie moyenne régulièrement répartie au cours de l’année et un hiver froid (3 °C). 
Pour la période 1971-2000, la température annuelle moyenne est de 10,6 °C, avec une amplitude thermique annuelle de 15,7 °C. Le cumul annuel moyen de précipitations est de 808 mm, avec 12,4 jours de précipitations en janvier et 7,8 jours en juillet. Pour la période 1991-2020, la température moyenne annuelle observée sur la station météorologique de Météo-France la plus proche, « Chouilly », sur la commune de Chouilly à 19 km à vol d'oiseau, est de 11,4 °C et le cumul annuel moyen de précipitations est de 668,9 mm. 
La température maximale relevée sur cette station est de 40,3 °C, atteinte le 25 juillet 2019 ; la température minimale est de −12,3 °C, atteinte le 5 février 2012,,. 
Les paramètres climatiques de la commune ont été estimés pour le milieu du siècle (2041-2070) selon différents scénarios d'émission de gaz à effet de serre à partir des nouvelles projections climatiques de référence DRIAS-2020. Ils sont consultables sur un site dédié publié par Météo-France en novembre 2022.

### Milieux naturels et biodiversité
L'Inventaire national du patrimoine naturel (INPN) recense 332 espèces sur le territoire de la commune, dont 14 espèces protégées et 12 espèces menacées.
Beaunay ne compte aucune zone naturelle d'intérêt écologique, faunistique et floristique (ZNIEFF) ou autre espace naturel protégé sur son territoire.

## Urbanisme

### Typologie
Au 1er janvier 2024, Beaunay est catégorisée commune rurale à habitat dispersé, selon la nouvelle grille communale de densité à sept niveaux définie par l'Insee en 2022.
Elle est située hors unité urbaine et hors attraction des villes,.

### Occupation des sols
L'occupation des sols de la commune, telle qu'elle ressort de la base de données européenne d’occupation biophysique des sols Corine Land Cover (CLC), est marquée par l'importance des territoires agricoles (99,5 % en 2018), une proportion identique à celle de 1990 (99,5 %). La répartition détaillée en 2018 est la suivante : terres arables (76,1 %), cultures permanentes (17,8 %), zones agricoles hétérogènes (5,6 %), forêts (0,5 %).
L'évolution de l’occupation des sols de la commune et de ses infrastructures peut être observée sur les différentes représentations cartographiques du territoire : la carte de Cassini (XVIIIe siècle), la carte d'état-major (1820-1866) et les cartes ou photos aériennes de l'IGN pour la période actuelle (1950 à aujourd'hui).

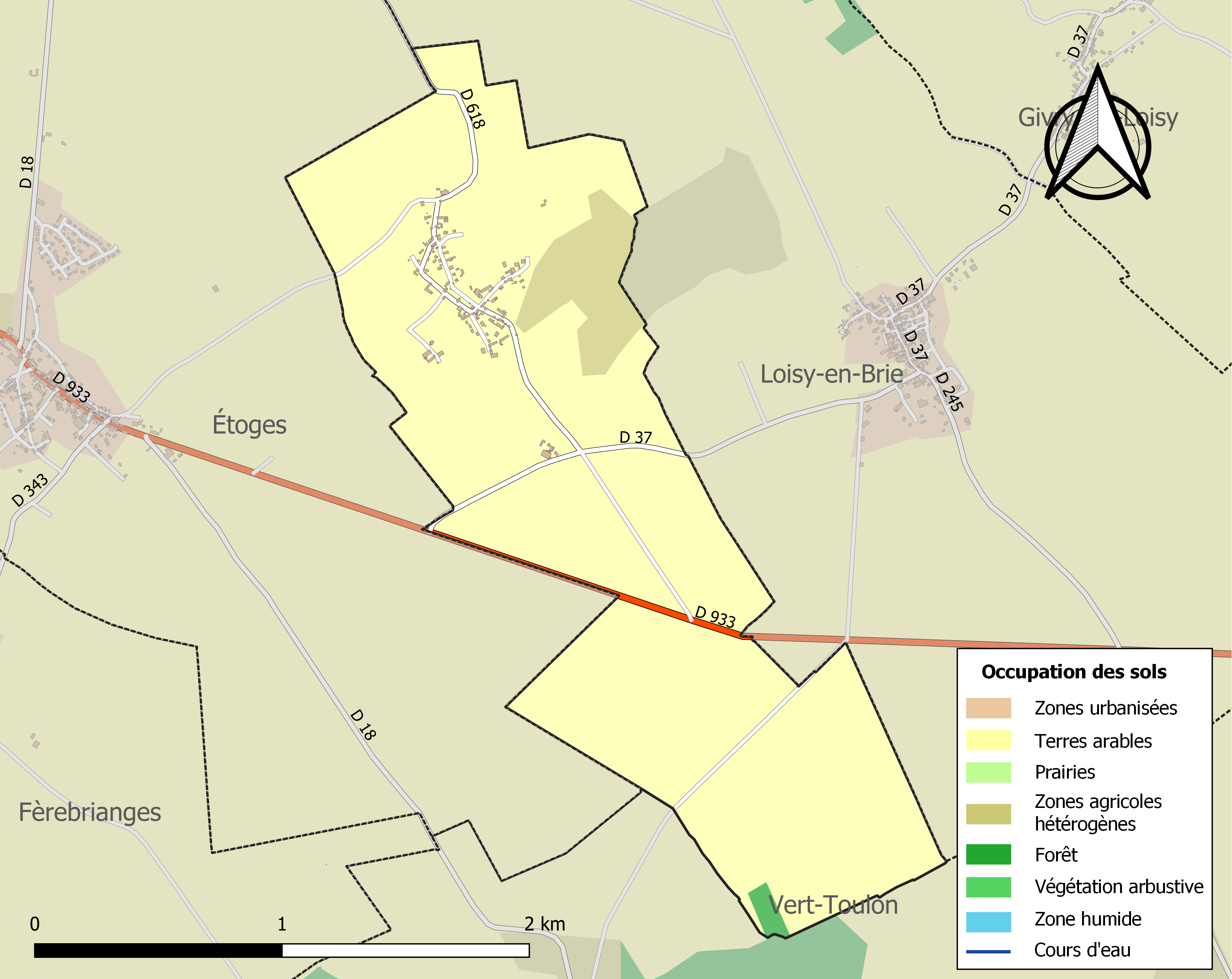
Carte des infrastructures et de l'occupation des sols de la commune en 2018 (CLC).

### Lieux-dits, hameaux et écarts
Outre le village, Beaunay compte deux hameaux : Bel-Air et Moulin Macquart.

### Habitat et logement
En 2021, Beaunay compte 54 logements. Ces logements sont uniquement des maisons ; la commune ne comptant aucun appartements. En raison de la prévalence des maisons, les résidences principales de Beaunay disposent en moyenne de 5,2 pièces.
Le tableau ci-dessous présente une comparaison de quelques indicateurs chiffrés du logement pour Beaunay, la communauté de communes des Paysages de la Champagne (CCPC), le département de la Marne et la France entière :
|                                                            | Beaunay | CCPC   | Marne   | France     |
| ---------------------------------------------------------- | ------- | ------ | ------- | ---------- |
| Ensemble des logements                                     | 54      | 11 470 | 300 919 | 37 155 918 |
| Part des résidences principales (en %)                     | 81,7    | 80,9   | 87,5    | 82,2       |
| Part des résidences secondaires (en %)                     | 3,7     | 5,8    | 3,4     | 9,7        |
| Part des logements vacants (en %)                          | 14,6    | 13,4   | 9,1     | 8,1        |
| Part des propriétaires de leur résidence principale (en %) | 79,5    | 76,4   | 52,2    | 57,5       |

À Beaunay, en 2021, 81,7 % des logements sont des résidences principales, 3,7 % des résidences secondaires et 14,6 % des logements vacants. Par ailleurs, 79,5 % des ménages sont propriétaires de leur résidence principale. Beaunay se démarque alors par un nombre supérieur à la moyenne de ménages propriétaires de leur résidence principale.
La majorité des habitations ont été construites depuis les années 1970 (particulièrement dans les années 1970 et 1980). Ainsi, parmi les 44 résidences principales construites avant 2019, 13,6 % avaient été construites avant 1919, 6,8 % entre 1919 et 1945, 9,1 % entre 1946 et 1970, 54,5 % entre 1971 et 1990, 4,5 % entre 1991 et 2005 et 11,4 % entre 2006 et 2018.
Le tableau ci-dessous présente l'évolution du nombre de logements sur le territoire de la commune, par catégorie, depuis 1968 :
|                        | 1968 | 1975 | 1982 | 1990 | 1999 | 2010 | 2015 | 2021 |
| ---------------------- | ---- | ---- | ---- | ---- | ---- | ---- | ---- | ---- |
| Résidences principales | 31   | 30   | 36   | 39   | 43   | 42   | 49   | 44   |
| Résidences secondaires | 1    | 1    | 4    | 7    | 2    | 2    | 2    | 2    |
| Logements vacants      | 4    | 3    | 5    | 3    | 3    | 3    | 4    | 8    |
| Total                  | 36   | 34   | 45   | 49   | 48   | 47   | 55   | 54   |

### Voies de communication et transports
Le village de Beaunay est traversé par la RD618, qui part vers le nord en direction de Montmort-Lucy.
Le territoire communal est également desservi par deux routes départementales qui passent au sud du village : la route départementale 933 (ancienne route nationale 33) en direction d'Étoges (puis Montmirail) à l'ouest et de Châlons-en-Champagne à l'est, et la route départementale 37 en direction de Loisy-en-Brie puis Vertus à l'est.

## Toponymie
Le nom de Beaunay provient du nom du dieu gaulois Belenos devenu nom propre latin Belenus + -acos.
La localité est attestée sous les formes Biaunai (vers 1222) ; Baalnoi (vers 1240) ; Byanay (1246) ; Biaunayum (1281) ; Biaunay (1306) ; Biauney (1308) ; Bieunay (1366) ; Beaunoy (1367) ; Braunnay (1428) ; Beaulnay (1488).

## Histoire
Le village de Beaunay est mentionné dès 1222, et a été partiellement reconstruit au XIXe siècle.

## Politique et administration
| Période                                  | Période                      | Identité          | Étiquette | Qualité                        |
| ---------------------------------------- | ---------------------------- | ----------------- | --------- | ------------------------------ |
| Les données manquantes sont à compléter. |                              |                   |           |                                |
| avant 1988                               | ?                            | André Oudiette    |           |                                |
| 1989                                     | 2008                         | Michel Leroux     |           |                                |
| 2008                                     | En cours (au 4 juillet 2014) | Jean-Marie Aubert |           | Réélu pour le mandat 2014-2020 |

## Équipements et services publics

### Eau et déchets
L'approvisionnement en eau potable et l'assainissement des eaux usées sont des compétences de la communauté de communes des Paysages de la Champagne. La commune de Beaunay est alimentée en eau potable par les captages de Vert-Toulon. La production et la distribution d'eau potable font l'objet d'une délégation de service public confiée à Suez jusqu'en 2029. Beaunay accueille une station d'épuration à lagunage naturel d'une capacité de 150 équivalent-habitants sur son territoire. L'assainissement collectif y est assuré en régie par la communauté de communes.
La communauté de communes est également compétente en matière de déchets. La collecte des ordures ménagères résiduelles et des déchets recyclables est réalisée en porte à porte. La communauté de commune adhérant au syndicat de valorisation des ordures ménagères de la Marne (SYVALOM), ces déchets sont amenés au centre de transfert départemental de Pierry puis valorisés sur le site de La Veuve. La collecte du verre et des textiles se fait en apport volontaire. La communauté de communes met par ailleurs six déchèteries à disposition de ses habitants, accessibles après création d'une carte d'accès : à Châtillon-sur-Marne, Damery-Venteuil, Fèrebrianges, Mareuil-le-Port, Montmort-Lucy et Trélou-sur-Marne.

### Enseignement
Beaunay fait partie de l'académie de Reims.
Les enfants de Beaunay sont accueillis au sein des écoles de Congy. Installées rue des Prés, les écoles sont fréquentées par 37 élèves de maternelle et 57 élèves d'élémentaire (chiffres 2024-2025)
Les jeunes de Beaunay sont ensuite rattachés au collège Lucie Aubrac de Montmort-Lucy et au lycée La Fontaine du Vé de Sézanne.

### Postes et télécommunications
Une boîte aux lettres de La Poste se trouve sur le territoire de la commune, dans la rue principale. Le bureau de poste le plus proche est l'agence postale communale d'Étoges, à environ 2 km de Beaunay.

### Justice, sécurité et secours
Du point de vue judiciaire, Beaunay relève du conseil de prud'hommes d'Épernay, du tribunal de commerce de Reims, du tribunal judiciaire, du tribunal paritaire des baux ruraux et du tribunal pour enfants de Châlons-en-Champagne, dans le ressort de la cour d'appel de Reims. Pour le contentieux administratif, la commune dépend du tribunal administratif de Châlons-en-Champagne et de la cour administrative d'appel de Nancy.
Beaunay est située en secteur Gendarmerie nationale et dépend de la brigade d'Étoges.
En matière d'incendie et de secours, le centre d'incendie et de secours le plus proche est celui de Montmort, rattaché au Service départemental d'incendie et de secours (SDIS) de la Marne.

## Population et société

### Démographie
L'évolution du nombre d'habitants est connue à travers les recensements de la population effectués dans la commune depuis 1793. Pour les communes de moins de 10 000 habitants, une enquête de recensement portant sur toute la population est réalisée tous les cinq ans, les populations de référence des années intermédiaires étant quant à elles estimées par interpolation ou extrapolation. Pour la commune, le premier recensement exhaustif entrant dans le cadre du nouveau dispositif a été réalisé en 2008.

En 2022, la commune comptait 103 habitants, en évolution de −6,36 % par rapport à 2016 (Marne : −1,19 %, France hors Mayotte : +2,11 %).
| 1793 | 1800 | 1806 | 1821 | 1831 | 1836 | 1841 | 1846 | 1851 |
| ---- | ---- | ---- | ---- | ---- | ---- | ---- | ---- | ---- |
| 245  | 269  | 246  | 231  | 261  | 255  | 270  | 251  | 250  |

| 1856 | 1861 | 1866 | 1872 | 1876 | 1881 | 1886 | 1891 | 1896 |
| ---- | ---- | ---- | ---- | ---- | ---- | ---- | ---- | ---- |
| 262  | 274  | 262  | 218  | 215  | 208  | 202  | 197  | 175  |

| 1901 | 1906 | 1911 | 1921 | 1926 | 1931 | 1936 | 1946 | 1954 |
| ---- | ---- | ---- | ---- | ---- | ---- | ---- | ---- | ---- |
| 155  | 148  | 152  | 133  | 116  | 102  | 107  | 102  | 95   |

| 1962 | 1968 | 1975 | 1982 | 1990 | 1999 | 2006 | 2008 | 2013 |
| ---- | ---- | ---- | ---- | ---- | ---- | ---- | ---- | ---- |
| 96   | 99   | 91   | 112  | 113  | 114  | 102  | 99   | 110  |

| 2018 | 2022 | - | - | - | - | - | - | - |
| ---- | ---- | - | - | - | - | - | - | - |
| 103  | 103  | - | - | - | - | - | - | - |

### Cultes
Pour le culte catholique, Beaunay dépend de la paroisse Saint-Alpin - Le Surmelin, au sein du diocèse de Châlons-en-Champagne.

### Médias
La presse écrite régionale comprend le quotidien L'Union et l'hebdomadaire L'Hebdo du vendredi.
Parmi les stations de radio locales, il est possible de citer Ici Champagne-Ardenne et Champagne FM.

## Économie
L'économie de la commune de Beaunay est principalement centré sur la culture de la vigne pour la production du vin AOC Champagne.

## Culture locale et patrimoine

### Lieux et monuments
- L'église Notre-Dame date du XVIe siècle.